# Imre Harangi
Imre Harangi   (Nyíradony, 16 d'octubre de 1913 - Budapest, 4 de febrer de 1979) va ser un boxejador hongarès que va competir durant la dècada de 1930.
El 1936 va prendre part en els Jocs Olímpics d'Estiu de Berlín, on guanyà la medalla d'or de la categoria del pes lleuger del programa de boxa. El 1934 també guanyà la medalla de plata al Campionats d'Europa. Entre 1933 i 1938 guanyà sis campionats nacionals del pes lleuger.